# Chapelle Saint-Sylvain de La Celle
La chapelle Saint-Sylvain de La Celle est un petit édifice religieux situé sur la commune de La Celle, en France.

## Généralités
L'édifice est situé en dehors du village de La Celle, à l'écart de la route menant de La Celle à Maillant, sur le territoire de la commune de La Celle, dans le département du Cher, en région Centre-Val de Loire, en France.

## Historique
La chapelle est construite à partir du XIIe siècle comme chapelle prieurale. La chapelle est remaniée aux XIIIe, XVe et XVIe siècles. Des peintures murales ont été créées entre le XVe et le XVIIe siècle. La chapelle abritait le tombeau et les reliques de Saint Sylvain. Ces éléments ont été déplacés dans l'église Saint-Blaise de La Celle en 1897, à cause de la dégradation très avancée de la chapelle à cette époque,. Le tombeau et les reliques furent l'objet de pèlerinages au Moyen Âge.
La chapelle est classée au titre des monuments historiques par arrêté du 19 octobre 1891.

## Architecture
La chapelle a un plan en croix latine et ses dimensions sont de 18 mètres de longueur sur 6,40 mètres de large et 13 mètres de longueur de transept. La chapelle possédait un chœur, qui a été détruit au XIIIe siècle. De ce fait, elle était certainement plus grande que les dimensions actuelles. La nef est à travée unique et les arcs retombent sur de simples consoles. Elle est percée de quelques fenêtre, dont une est géminée en plein cintre. Le portail est à cintre surbaissé et orné de bas-reliefs.

## Peintures murales
La chapelle contient des peintures murales fortement dégradées et certaines ne sont pas totalement lisibles. Ces fresques, datée entre le XVe et le XVIIe siècle, représentent : l'épisode de Zachée et de Jésus, Saint Pierre, Saint Sylvestre et Saint Sylvain, la mort et la résurrection de Saint Sylvestre, le baptême de Sainte Rodene, Corusculus, deux évêques, dont l'un serait probablement Saint Martin et des armoiries, possiblement celles de la maison de Bar